# Krispl
Krispl är en ort och kommun i Österrike. Den ligger i distriktet Hallein i förbundslandet Salzburg, 240 kilometer väster om huvudstaden Wien. 
Kommunen består av två orter (Ortschaften) (inom parentes invånarantal 1 januari 2024):
- Gaißau (759)
- Krispl (115)